# Finerenon
Finerenon ist ein Arzneistoff aus der Gruppe der nicht-steroidalen und selektiven Mineralokortikoidrezeptor-Antagonisten (MRA). Unter dem Namen Kerendia (Bayer) wurde er im Juli 2021 in den USA und im Februar 2022 in der EU zugelassen, um renale und kardiovaskuläre Ereignisse bei Patienten mit chronischer Nierenerkrankung (chronic kidney disease, CKD, Niereninsuffizienz) und Typ-2-Diabetes zu vermindern.
Finerenon wird peroral angewendet (eingenommen).

## Eigenschaften
Finerenon ist ein selektiver Antagonist am Mineralokortikoidrezeptor (MR, Aldosteronrezeptor). Anders als die MR-Inhibitoren Spironolacton und Eplerenon besitzt er jedoch kein Steroid-Grundgerüst, sondern eine Dihydropyridin-Struktur. Strukturell ähnelt er somit den Calciumkanal-Blockern vom Nifedipin-Typ.
Finerenon ist ein weißes bis gelbes kristallines Pulver.

## Pharmakologie

### Wirkungsmechanismus
Der Mineralokortikoidrezeptor wird durch Aldosteron und Cortisol aktiviert und reguliert die Gentranskription. Finerenon blockiert die MR-vermittelte Natriumrückresorption und die MR-Überaktivierung sowohl in epithelialen (z. B. der Nieren) als auch in nicht-epithelialen Geweben (z. B. Herz und Blutgefäße). Es wird angenommen, dass die MR-Überaktivierung zu Fibrosen und Entzündungen beiträgt. Finerenon besitzt eine hohe Affinität und Selektivität für den MR, die Affinität für Androgen-, Progesteron-, Estrogen- und Glukokortikoidrezeptoren ist wenig ausgeprägt.
| Rezeptor           | Mittlere inhibitorische Konzentrationen, IC50 (nM) | Mittlere inhibitorische Konzentrationen, IC50 (nM) | Mittlere inhibitorische Konzentrationen, IC50 (nM) | Mittlere inhibitorische Konzentrationen, IC50 (nM) |
| Rezeptor           | Spironolacton                                      | Eplerenon                                          | Finerenon                                          | Nitrendipin                                        |
| ------------------ | -------------------------------------------------- | -------------------------------------------------- | -------------------------------------------------- | -------------------------------------------------- |
| MR                 | 24                                                 | 990                                                | 18                                                 | 1.996                                              |
| GR                 | 2.410                                              | 21.980                                             | ≥ 10.000                                           | 25.760                                             |
| AR                 | 77                                                 | 21.240                                             | ≥ 10.000                                           | 10.050                                             |
| PR                 | 740                                                | 31.210                                             | ≥ 10.000                                           | 9.730                                              |
| L-Typ-Calciumkanal |                                                    |                                                    |                                                    | 0,26                                               |

1. ↑  
Abkürzungen: MR = Mineralokortikoidrezeptor, GR = Glukokortikoidrezeptor, AR = Androgenrezeptor, PR = Progesteronrezeptor
2. ↑  
Dieser Wert gibt die mittlere effektive Konzentration (EC50) an

### Wirkungen
Finerenon zählt zu den kaliumsparenden Diuretika. Alle Diuretika hemmen die tubuläre Rückresorption von Wasser. Aldosteronantagonisten hemmen die Wirkung von Aldosteron. In der Folge wird die tubuläre Natriumrückresorption deutlich reduziert, die Kaliumausscheidung wird ebenfalls vermindert. Der eigentliche Wirkungsmechanismus hinsichtlich Herzinsuffizienz und Niereninsuffizienz bleibt jedoch unklar.
 Denn alle Diuretika senken den Blutdruck. Dadurch verkleinern sich das Herzzeitvolumen als Maß für die Schwere der Herzinsuffizienz und die glomeruläre Filtrationsrate als Maß für die Schwere der Niereninsuffizienz.
Nach firmeneigener Werbung soll Kerendia die „Nieren schützen“ und das „Herz schützen“. Mittlerweile gilt Finerenon als „Wunderdroge“.

## Medizinische Verwendung

### Anwendungsgebiet
Das Anwendungsgebiet umfasst die Behandlung von chronischer Nierenerkrankung (mit Albuminurie) in Verbindung mit Typ-2-Diabetes bei Erwachsenen zur Reduktion des Risikos für einen Rückgang der Nierenfunktion, eines Nierenversagens, eines kardiovaskulären Todes, nicht tödlicher Herzinfarkte und eines Krankenhausaufenthaltes wegen Herzinsuffizienz bei erwachsenen Patienten mit chronischer Nierenerkrankung in Verbindung mit Typ-2-Diabetes.
Basierend auf den Einschlusskriterien für Patienten für die Wirksamkeitsstudien (FIDELIO-DKD und Figaro-DKS, siehe unten) ist gemäß der Leitlinie Kidney Disease: Improving Global Outcomes (KDIGO) die Anwendung von Finerenon schlüssig bei Patienten mit einem hohen Restrisiko für ein Fortschreiten der CKD und für kardiovaskuläre Ereignisse, wie es durch das Vorhandensein einer Albuminurie (ACR ≥ 30 mg/g) trotz Änderungen des Lebensstils und medikamentöser Erstlinientherapien belegt ist.

### Nebenwirkungen und Anwendungsbeschränkungen
Als häufige Nebenwirkungen wurden Hyperkaliämie (hohe Kaliumspiegel), Hypotonie (niedriger Blutdruck), Hyponatriämie (niedrige Natriumspiegel) und eine weitere Verminderung der glomerulären Filtrationsrate beobachtet. Die Nierenfunktion ist zu überwachen. Patienten mit Nebenniereninsuffizienz und solche, die gleichzeitig mit stark wirksamen CYP3A4-Inhibitoren behandelt werden, dürfen Finerenon nicht einnehmen. Aufgrund begrenzter klinischer Daten sollte eine Finerenon-Behandlung bei Patienten mit einer eGFR von < 25 ml/min pro 1,73 m2 nicht begonnen und bei Patienten mit einer eGFR von < 15 ml/min pro 1,73 m2 beendet werden.

### Studien
Die zulassungsrelevanten Daten wurden in der Phase-III-Studie FIDELIO-DKD erhoben, in der nephro- und kardioprotektive Effekte über einen längeren Zeitraum untersucht wurden. Die randomisierte, multizentrische, doppelblinde, placebokontrollierte Studie bei Erwachsenen mit chronischer Nierenerkrankung im Zusammenhang mit Typ-2-Diabetes schloss 5.674 Patienten ein, die nach dem Zufallsprinzip mit entweder Kerendia oder einem Placebo behandelt wurden.
Verglichen wurde die Anzahl der Patienten, deren Erkrankung fortschritt – gemessen anhand eines zusammengesetzten Endpunkts, der eine mindestens 40%ige Reduktion der Nierenfunktion, ein Fortschreiten zum Nierenversagen oder renalen Tod beinhaltete. In der Kerendia-Gruppe erzielten 504 der 2.833 Patienten mindestens eines der Ereignisse im zusammengesetzten Endpunkt, gegenüber 600 von 2.841 Patienten, die ein Placebo erhielten.
Die Studie verglich die beiden Gruppen auch für die Anzahl der Patienten, die einen kardiovaskulären Tod, einen nicht tödlichen Herzinfarkt, einen nicht tödlichen Schlaganfall oder einen Krankenhausaufenthalt wegen Herzinsuffizienz erlitten. Die Ergebnisse zeigten, dass 367 der 2.833 Patienten, die Kerendia erhielten, mindestens eines der Ereignisse im kombinierten Endpunkt aufwiesen, verglichen mit 420 der 2.841 Patienten, die ein Placebo erhielten.
In der Studie FIGARO-DKD wurde die Wirksamkeit von Finerenon bei rund 7.400 Patienten mit Typ-2-Diabetes und Niereninsuffizienz (Stadium 2 bis 4 mit mäßig erhöhter Albuminurie oder Stadium 1 oder 2 mit stark erhöhter Albuminurie) im Vergleich zu Placebo untersucht. Der primäre Endpunkt war eine Kombination aus kardiovaskulären Komplikationen (kardiovaskulärer Tod, nicht tödlicher Herzinfarkt, Schlaganfall und Herzinsuffizienz mit Krankenhauseinweisung). Er wurde bei einer medianen Nachbeobachtungszeit von 3,4 Jahren bei 12,4 % in der Finerenon-Gruppe und bei 14,2 % in der Placebo-Gruppe erreicht. Der sekundäre Endpunkt war eine Kombination aus renalen Ereignissen (Zeit bis zum Auftreten von Nierenversagen, bis zur anhaltenden eGFR-Abnahme um mindestens 40 % oder renaler Tod).

## Hintergrund und Zulassung
Diabetes ist die Hauptursache für chronische Nierenerkrankungen und Nierenversagen in den Vereinigten Staaten. Durch eine Schädigung der Nieren kommt es zu einer chronischen Nierenerkrankung, bei der das Blut nicht mehr ausreichend gefiltert werden kann, bis hin zum Nierenversagen. Es resultieren Komplikationen im Zusammenhang mit dem Flüssigkeits- und Elektrolythaushalt und einer Anreicherung harnpflichtiger Stoffe. Patienten haben zudem ein erhöhtes Risiko für Herzerkrankungen.
Die Food and Drug Administration (FDA) erteilte im Juli 2021 die Marktzulassung für die USA. Zuvor hatte sie einen „Priority Review“ und „Fast-Track“ gewährt, bei dem die Zulassungsentscheidung innerhalb von sechs statt der üblichen zehn Monate erfolgt. Im November 2021 wurde Kerendia in der Schweiz zugelassen, in der EU wurde die Zulassung im Dezember 2021 durch die europäische Arzneimittelagentur empfohlen und im Februar 2022 durch die Europäische Kommission erteilt.
Im Februar 2023 gab es in der EU eine Zulassungserweiterung für frühere (also kleinere) Stadien der Niereninsuffizienz, sodass Finerenon nun bei allen erwachsenen Patienten mit CDK und einem Diabetes mellitus vom Typ 2 mit einer Albuminurie angewendet werden kann. Sie basiert auf den Ergebnissen der Studie FIGARO-DKD.

## Albuminurie
Zur Diagnostik der Albuminurie werden besondere Teststreifen verwendet. Die üblichen Teststreifen zeigen eine Proteinurie an; zudem gibt es auch Teststreifen für eine Feststellung von Mikroalbuminurie.
Albuminurie lässt sich gemäß den Kriterien der Kidney Disease: Improving Global Outcomes (KDIGO) in drei Klassen einteilen, je nach dem aus der Konzentration von Albumin (mg/l) zur Konzentration von Kreatinin (mg/dl) gebildeten Quotienten UACR (urine albumin/creatinine ratio) bzw. ACR (albumin/creatinine ratio, deutsch Urin-Albumin-Kreatinin-Quotient):
- Klasse A1 bei einer UACR von 0 bis 30 mg/g entsprechend 0 bis 3 mg/mmol (normal bis geringfügig erhöht)
- Klasse A2 bei einer UACR zwischen 30 und 300 mg/g entsprechend 3 bis 30 mg/mmol (mäßig erhöht)
- Klasse A3 bei einer UACR > 300 mg/g entsprechend > 30 mg/mmol (stark erhöht)

Schon eine Normoalbuminurie erhöht das Risiko für eine Niereninsuffizienz.

## Frühe Nutzenbewertung
In Deutschland kann ein pharmazeutischer Unternehmer mit dem Spitzenverband der gesetzlichen Krankenkassen für ein neues Arzneimittel nur dann einen höheren Preis als den Festbetrag aushandeln, wenn ein Zusatznutzen gegenüber einer zweckmäßigen Vergleichstherapie festgestellt wurde. Dazu wird das Arzneimittel einer „frühen Nutzenbewertung“ durch den Gemeinsamen Bundesausschuss (G-BA) unterzogen. Für Finerenon beschied der G-BA im August 2023, dass sich für CKD in Stadium 3 und 4 mit Albuminurie kein Zusatznutzen ergebe. Für das neue Anwendungsgebiet der chronischen Nierenerkrankung in den Stadien 1 und 2 mit Albuminurie beschloss er – entgegen der Bewertung durch das Institut für Qualität und Wirtschaftlichkeit im Gesundheitswesen (IQWIG) – einen „Anhaltspunkt für einen nicht quantifizierbaren Zusatznutzen“.

## Handelsnamen
Kerendia (USA, CH, EU)